# Sinuspiridae
Sinuspiridae zijn een uitgestorven familie van weekdieren uit de klasse van de Gastropoda (slakken).

## Taxonomie
De volgende geslachten zijn bij de familie ingedeeld:
- † Coelocaulus Oehlert, 1888
- † Michelia F. A. Roemer, 1852
- † Sinuspira Perner, 1907